# Домбрувка (Семполенський повіт)
Домбрувка (пол. Dąbrówka) — село в Польщі, у гміні Камень-Краєнський Семполенського повіту Куявсько-Поморського воєводства.
Населення — 719 осіб (2011).
У 1975-1998 роках село належало до Бидгощського воєводства.

## Демографія
Демографічна структура станом на 31 березня 2011 року:
|          | Загалом | Допрацездатний вік | Працездатний вік | Постпрацездатний вік |
| -------- | ------- | ------------------ | ---------------- | -------------------- |
| Чоловіки | 369     | 94                 | 248              | 27                   |
| Жінки    | 350     | 85                 | 206              | 59                   |
| Разом    | 719     | 179                | 454              | 86                   |